# Matulji
Matulji (ital. Mattuglie) er en kommune i Primorje-Gorski Kotar distrikt i Kroatien, ca. 13 km nordvest for Rijeka.
Matulji har fungeret som jernbanestation for badebyen siden udvidelsen af Abbazia (nu Opatija) af det østrigske Südbahngesellschaft. Indtil 1933 kørte Abbazia-sporvognen fra Matulji til feriestederne i Kvarnerbugten, med endestation i Lovran. En af initiativtagerne og koncessionshaveren var bygningsentreprenøren Jakob Ludwig Münz i 1908-1933.
Landsbyens vartegn er Christ the King-kirken. Den blev bygget i 1834 i historicistisk stil. Turisme spiller en vigtig økonomisk rolle. Man kan vandre i bjergene på skråningerne af Učka og Líšina, besøge middelalderbyerne Kastav og Veprinac og svømme i Opatija og i Preluk-bugten. En særlig attraktion er byens karneval i januar/februar med Perchten-optoget, der samler maskerede dansere fra hele regionen.